# Erwin Vervecken
Erwin Vervecken, nacido el 23 de marzo de 1972 en Herentals, es un ciclista belga ya retirado que fue profesional de 1995 a 2010. Destacó en la modalidad de Ciclocrós siendo campeón mundial élite en tres ocasiones (2001, 2006 y 2007). 

## Palmarés

### Ciclocrós
| 1994 - Campeonato de Bélgica de Ciclocrós - 3.º en el Campeonato Mundial de Ciclocrós 1995 - 2.º en el Campeonato de Bélgica de Ciclocrós 1996 - Campeonato de Bélgica de Ciclocrós 1998 - 2.º en el Campeonato de Bélgica de Ciclocrós - 2.º en el Campeonato Mundial de Ciclocrós 1999 - 2.º en el Campeonato Mundial de Ciclocrós 2000 - 2.º en el Campeonato de Bélgica de Ciclocrós | 2001 - Campeonato Mundial de Ciclocrós - 2.º en el Campeonato de Bélgica de Ciclocrós 2002 - 2.º en el Campeonato de Bélgica de Ciclocrós 2003 - 3.º en el Campeonato Mundial de Ciclocrós 2005 - 2.º en el Campeonato Mundial de Ciclocrós 2006 - 2.º en el Campeonato de Bélgica de Ciclocrós - Campeonato Mundial de Ciclocrós 2007 - Campeonato Mundial de Ciclocrós |